# Haripani
Haripani (o Hatatia) és un riu de l'Índia, al nord del districte de Goalpara, a l'estat d'Assam. El riu neix a les muntanyes Salmara i desaigua al riu Brahmaputra a l'altre costat de la ciutat de Goalpara.
Només pot ser navegat per vaixells de menys de dos tones durant la temporada de pluges.